# Suore dell'educazione cristiana
Le Suore dell'Educazione Cristiana (in francese Sœurs de l'Éducation Chrétienne) sono un istituto religioso femminile di diritto pontificio: le suore di questa congregazione pospongono al loro nome la sigla R.E.C.

## Storia
Le origini della congregazione risalgono al 1815, quando il sacerdote Louis-François-Marie Lafosse (1772-1839), parroco di Sant'Andrea a Échauffour, riunì e iniziò a formare alcune giovani donne per l'educazione delle fanciulle.
Il 21 novembre 1817 a Échauffour quattro delle giovani emisero la professione religiosa, dando formalmente inizio alla congregazione.
Le suore si diffusero rapidamente in Normandia; dopo l'approvazione delle leggi anticongregazioniste, numerose suore lasciarono la Francia e aprirono case in Irlanda, Inghilterra e negli Stati Uniti d'America; nel 1940 aprirono anche una scuola a Rabat.
L'istituto ricevette il pontificio decreto di lode il 28 marzo 1893 e l'approvazione definitiva della Santa Sede il 24 marzo 1931.

## Attività e diffusione
Le suore si dedicano tradizionalmente all'istruzione e all'educazione della gioventù, ma nel capitolo generale del 1970 decisero di dare speciale importanza alle missioni e alle opere parrocchiali.
Oltre che in Francia, sono presenti in Benin, in Irlanda e in Perù; la sede generalizia è a Saint-Maur-des-Fossés.
Alla fine del 2008 la congregazione contava 109 religiose in 16 case.